# Cynosciadium
Cynosciadium là chi thực vật có hoa trong họ Apiaceae.